# Photis beringiensis
Photis beringiensis is een vlokreeftensoort uit de familie van de Photidae. De wetenschappelijke naam van de soort is voor het eerst geldig gepubliceerd in 1980 door Nina Liverjevna Tzvetkova.